# Saint-Pardoux-la-Rivière
Saint-Pardoux-la-Rivière (okzitanisch Sent Pardol la Ribiera) ist eine französische Gemeinde mit 1170 Einwohnern (Stand 1. Januar 2022) im Norden des Départements Dordogne in der Region Nouvelle-Aquitaine. Sie gehört zum Arrondissement Nontron, zum Kanton Périgord Vert Nontronnais und zum Gemeindeverband Périgord Nontronnais. Die Einwohner werden als Spardociens bzw. Spardociennes bezeichnet.

## Etymologie
Das okzitanische Sent Pardol leitet sich vom Heiligen Pardulphus (Sanctus Pardulphus) ab, la Ribiera bedeutet der Fluss, gemeint ist hier die Dronne.

## Geographie

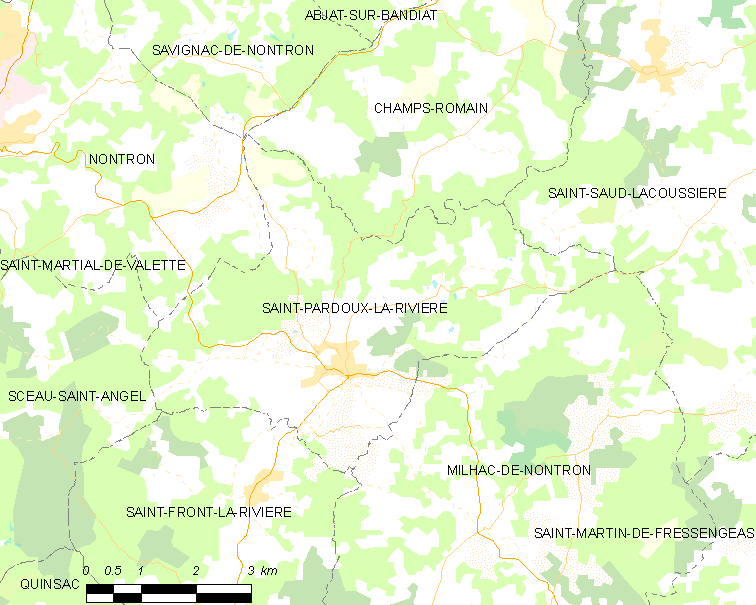
Lagekarte von Saint-Pardoux-la-Rivière

Saint-Pardoux-la-Rivière wird von folgenden sieben Gemeinden umgeben:
| Nontron, Savignac-de-Nontron (Berührungspunkt) | Champs-Romain                               | Saint-Saud        |
| Sceau-Saint-Angel                              | Kompassrose, die auf Nachbargemeinden zeigt | Milhac-de-Nontron |
| Sceau-Saint-Angel                              | Saint-Front-la-Rivière                      | Milhac-de-Nontron |

Zum Gemeindegebiet von Saint-Pardoux-la-Rivière gehören neben dem Ortskern folgende Weiler, Gehöfte und Geländepunkte:
Beaumont, Bois de Neymard, Bon Ombre, Bordessoule, Bos-Brûlat, Brande, Brin, Chaumeille, Chez Bathe, Chez Boissard, Chez Boutard, Chez Neymard, Grands Bois, Jamaye, La Briderie, La Dorie, La Font du Prince, La Grange, La Nanotte, La Noujarède, La Plassade, Langlade, Lapeyronnie, Le Buisson, Le Chatenet, Le Clos, Le Clos de la Noujarède, Le Couvent, Le Maine, Le Mandereau, Le Moulin de la Dorie, Le Queyroi, Le Petit Villars, Les Batisses, Les Combes, Les Granges, Les Grands Bois, Les Grelières, Les Rebières, Les Roches, Lescure, Maliba, Négrecombe, Neuil, Noujarède, Puy d'Arnac und Puypelat.
Der topographisch tiefste Punkt des Gemeindegebietes liegt mit 132 Metern über dem Meer an der Dronne bei Jamaye im Süden, der höchste Punkt mit 332 Metern bei Bos-Brûlat in der äußersten Nordostecke. Die maximale Höhendifferenz beträgt 200 Meter. Der Ortskern befindet sich auf 140 Meter.

### Verkehrsanbindung
Den Ortskern von Saint-Pardoux-la-Rivière quert in West-Ost-Richtung die D 707 von Nontron nach Thiviers. Von Norden kommt die D 83 von Saint-Saud-Lacoussière und Champs-Romain; sie folgt anschließend dem linken Dronneufer nach Süden in Richtung Brantôme. Die D 83 E1 verlässt den Ortskern nach Nordosten; sie ermöglicht eine Anbindung an die D 82 von Mialet nach Villars. Die D 83 E2 schließlich führt nach Nordnordwest zur D 85 von Nontron nach Châlus.
Saint-Pardoux-la-Rivière besaß einst einen Bahnhof an der mittlerweile stillgelegten Bahnstrecke Quéroy-Pranzac–Thiviers. Die Trasse ist jetzt ein Fuß- und Fahrradweg in Richtung Milhac-de-Nontron.

### Bodenbedeckung

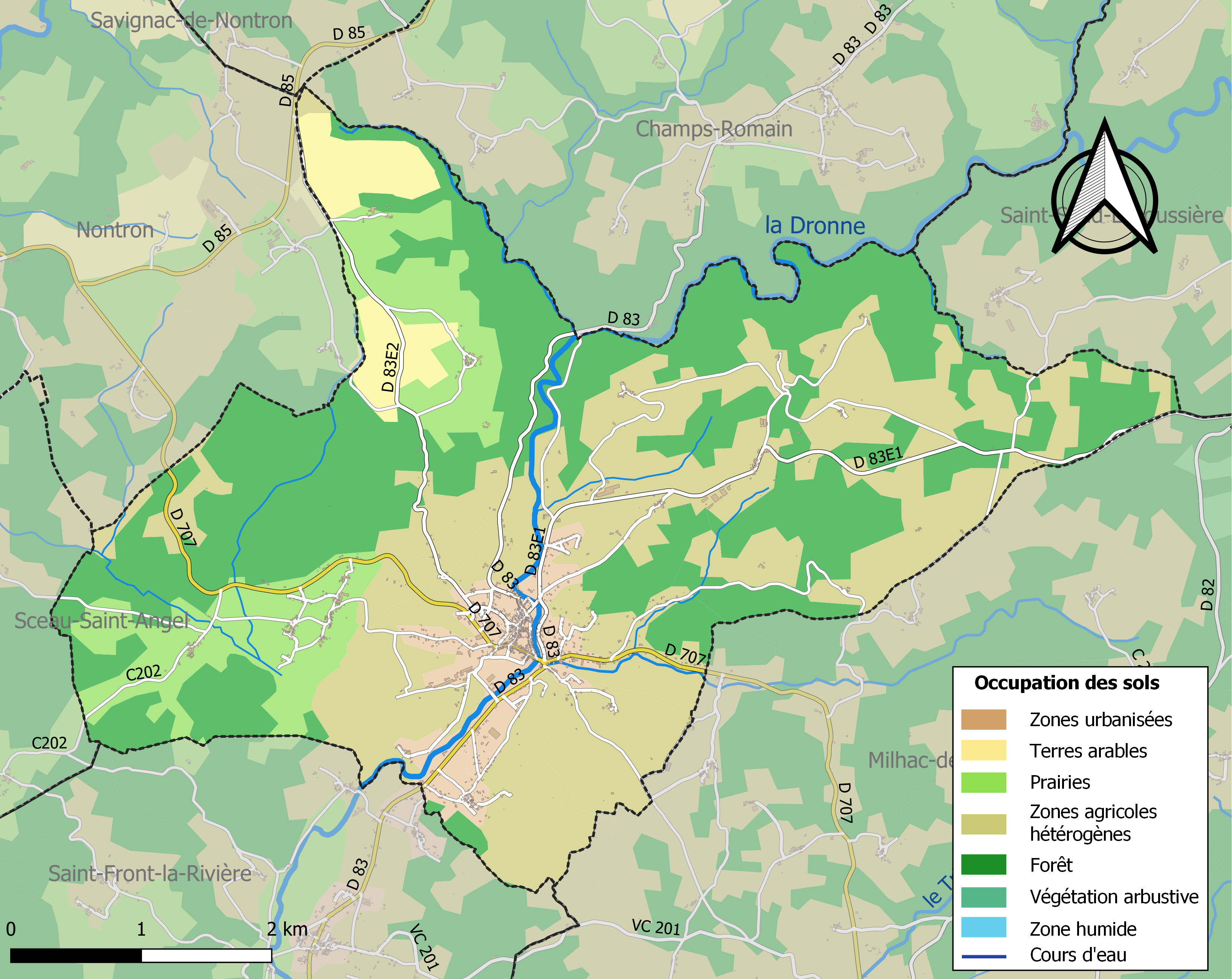
Bodenbedeckung in Saint-Pardoux

Die Bodenbedeckung der Gemeinde Saint-Pardoux schlüsselt sich im Jahr 2018 gemäß der europäischen Datenbank CORINE Land Cover (CLC) wie folgt auf:
- Wälder – 41,0 %
- heterogene landwirtschaftliche Nutzung – 37,3 %
- Wiesen – 11,6 %
- Städtebaulich beansprucht – 4,9 %
- Ackerland – 4,0 %
- Industrie, Handel, Verkehrswege – 1,1 %.

Die landwirtschaftliche Nutzung steht eindeutig im Vordergrund, sie ist aber für die rein landwirtschaftliche Nutzung (bestehend aus heterogener Landwirtschaft inklusive Wiesen und Ackerland) von 56,2 % im Jahr 1990 auf 52,9 % im Jahr 2018 zurückgegangen.

## Hydrographie

Hydrographische Karte von Saint-Pardoux-la-Rivière

Das Gemeindegebiet von Saint-Pardoux-la-Rivière wird in etwa zentral von der Dronne durchquert und gehört somit zum Flusssystem Isle-Dronne. Die Dronne mäandriert anfangs in einem engen, schluchtartigen Tal gen Südwesten und bildet gleichzeitig die Nordgrenze zu Champs-Romain, dreht dann aber auf Südkurs. Kurz vor Erreichen des Ortskerns weitet sich das Tal. Saint-Pardoux-la-Rivière wurde an einer Furt über die Dronne erbaut.
Ein rechter Nebenfluss der Dronne ist der Ruisseau de Lachenaud. Sein nach Südosten gerichteter Lauf mündet in die Dronne im Norden des Gemeindegebiets. Er ist ebenfalls Grenzfluss zu Champs-Romain. Ein weiterer rechter Nebenfluss kommt aus dem Gemeindegebiet von Sceau-Saint-Angel, versickert aber dann unterhalb von Puypelat in Jurakalken. Er nimmt aber noch vorher einen linken Seitenarm auf, der bei Neuil aus dem Grundgebirge herauszieht.
Im Ortskern empfängt die Dronne dann einen linken Nebenfluss, den Ruisseau de Chantres, der ihr aus Osten entgegeneilt. Der Ruisseau de Chantres hat seinerseits einen rechten Seitenarm. Ihm ist weiter nördlich noch ein weiterer kleiner, linker Seitenarm vorgeschaltet. Der Ruisseau de Larret ist der erste linke Seitenarm der Dronne, der die Ostgrenze zu Saint-Saud markiert.
Das Gewässernetz in der Gemeinde Saint-Pardoux hat eine Gesamtlänge von 19 Kilometer.

## Klima
Saint-Pardoux besitzt ein abgeschwächtes ozeanisches Klima, das sich durch folgende Parameter auszeichnet:
| Klimaparameter im Zeitraum 1971-2000 - Jahresmittel: 12,2 °C - Anzahl der Tage unter −5 °C: 4,4 - Anzahl der Tage oberhalb 30 °C: 7,9 - Maximum im Tages-Temperaturunterschied: 15,1 °C - Jahresniederschlag: 1025 mm - Niederschlagstage im Januar: 13,5 - Niederschlagstage im Juli: 7,0 |

Durch den Klimawandel zeichnen sich Erhöhungen im Jahresmittel ab, die sich bereits auch bemerkbar machen. So ist beispielsweise an der Wetterstation am Flughafen von Limoges-Bellegarde das langjährige Jahresmittel von 11,2 °C für 1971-2000 über 11,4 °C für 1981-2010 auf 11,8 °C für 1991-2020 angestiegen – ein Zuwachs um 0,6 °C innerhalb von 20 Jahren.

## Geologie

Geologische Karte von Saint-Pardoux-la-Rivière

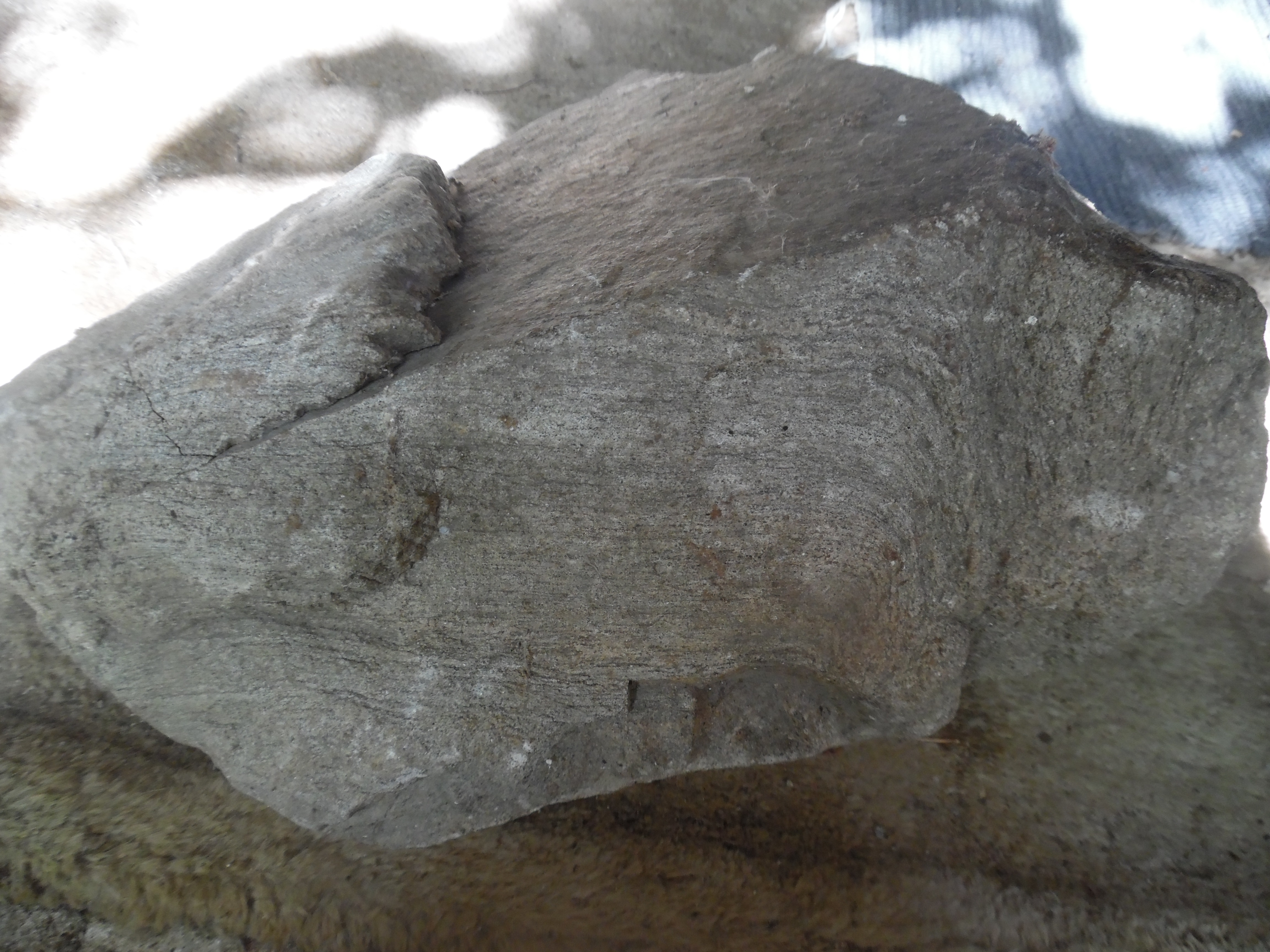
Leptynitischer Paragneis vom Dronnetal nördlich von Saint-Pardoux-la-Rivière. Das anatektische Gestein zeigt auf seiner rechten Seite Scherfaltung.

Das Gemeindegebiet von Saint-Pardoux-la-Rivière wird von zwei sich überkreuzenden Störungssystemen (65° Nord und 160° Nord) zweigeteilt. Nördlich und östlich dieses Bruchsystems stehen Grundgebirgsgesteine des nordwestlichen Massif Central an, in dem südlichen Zwickel Sedimente des nordöstlichen Aquitanischen Beckens. Das metamorphe Grundgebirge ist anhand dieser Randstörungen gegenüber der Sedimenthülle herausgehoben worden.
Tektonisch tiefstliegende Grundgebirgseinheit sind Glimmerschiefer der parautochthonen Glimmerschiefereinheit (ξ1); sie stehen im Ostteil des Gemeindegebiets an (bei Chantres und Le Chatenet) und streichen in Nordrichtung mit einem Einfallswinkel von 40 bis 60° nach Osten. In sie drang während des Oberkarbons der Saint-Mathieu-Leukogranit (hier in seiner Saint-Saud-Fazies γ2b-m) ein. Der Leukogranit ist im oberen Dronnetal aufgeschlossen. Er wird von Nordnordwest-streichenden Mikrogranitgängen (μγ3) durchzogen.
Nördlich der Ostnordost streichenden Randstörung erscheinen plagioklasführende Paragneise (ζ1 und ζ1-2). Da sie hier den Grad der Anatexis überschritten haben, werden sie vereinzelt von kleineren Granodioritkörpern, die mit dem Piégut-Pluviers-Granodiorit assoziiert sind, durchsetzt (γ3-4b bei Beaumont, Brin und Le Petit Villars). Sie enthalten überdies ordovizische Leptynite (fλ3-4b – an der rechten Talseite der Dronne unterhalb von Beaumont anstehend, sowie weiter stromaufwärts bei La Dorie) und kleine, Nordwest-streichende Graphitzüge (gra bei Brin). Die Paragneise streichen generell nach Nordwest, ihr Einfallswinkel beträgt 20 bis 60° nach Nordost. Die Paragneise sind oft verfaltet, ihre Faltenachsenrichtung ist Nordost und sekundär Ostnordost.
Die flachliegenden Sedimente um den Ortskern bestehen aus Lias und kalkigem Dogger. Der in der Nähe der Störungen teilweise verkieselte Lias wird aus Hettangium (Sandsteine, grobe Sandsteine und Konglomerate der Formation l1), Sinemurium (Oolithkalke, teils dolomitisch, der Formation l3-4) und Toarcium (Tonsteine und graue Mergel der Formation l7-9) aufgebaut. Diese toarcischen Tone wurden von einer mittlerweile stillgelegten Ziegelei verwertet. Der Dogger setzt sich aus kryptokristallinen Kalken, bioklastischen Kalken und Oolithkalken des Oberbajocs und Bathoniums zusammen (Formationen j1b, j1c-2a und j2b) und kann bei Négrecombe rekristallisiert vorliegen (jC). Die Kirche Saint-Pardoux steht auf Oberbajoc.
Entlang der Randstörung ist so genanntes Sidérolithique (eisenhaltige, rote, tonige Sande der Formation e-p) sowie verfestigtes, konglomeratisches Alluvium (Formation H-F) erhalten geblieben. Beide Formationen dürften ins Eozän zurückgehen, wobei die Konglomerate möglicherweise auch nur pleistozänen Alters sind. Die Konglomerate stehen mit späten Bewegungen entlang der Randstörungen in genetischem Zusammenhang – erkennbar an sehr starken Verschleppungen ihres Einfallswinkels in Störungsnähe. Pliozäne bis pleistozäne Plateausedimente (Kiese in sandig-toniger Matrix) der Formation Fs bedecken die Hanglagen östlich von Lapeyronnie und bei Les Combes.
Alle sedimentären Formationen des südlichen Zwickels werden stellenweise von kolluvialen Schottern des Pleistozäns verdeckt (Formation CF). Auch die Glimmerschiefer der Höhenlagen im Osten (bei Bos-Brûlat) können von Kolluvium maskiert werden (wiederaufgearbeitete Grundgebirgssande mit Quarzgeröllen der Formation AC), das aber der letzten Kaltzeit zuzurechnen ist. Im Dronnetal sind Schotterterrassen sowohl aus der Mindel- (Formation Fv bei Chez Boissard) als auch der Würm-Kaltzeit (Formation Fw um den Ortskern) zu sehen. Der Kalkhangschutt auf den Doggersedimenten (Formation GP) stammt ebenfalls aus der letzten Eiszeit. Das jetzige Flussbett der Dronne verläuft in bis zu 3 Meter mächtigem holozänen Alluvium der Formation K.

### Mineralische Rohstoffe
Erwähnenswert sind Vorkommen von leicht silberhaltigem Bleiglanz in den Paragneisen und Baryt vorwiegend im Lias. Auch Turmalin kann gelegentlich in den Paragneisen auftreten. Mangan (Mangandioxid) wurde ebenfalls abgebaut (bei Le Mandereau), wobei Nontronit entdeckt wurde (Typlokalität). Die Lagerstätte Neuil in den Paragneisen enthält neben Bleiglanz und Baryt auch Chalkopyrit, Gips, Markasit, Pyrit, Pyromorphit und Zinkblende.

## Naturrisiken

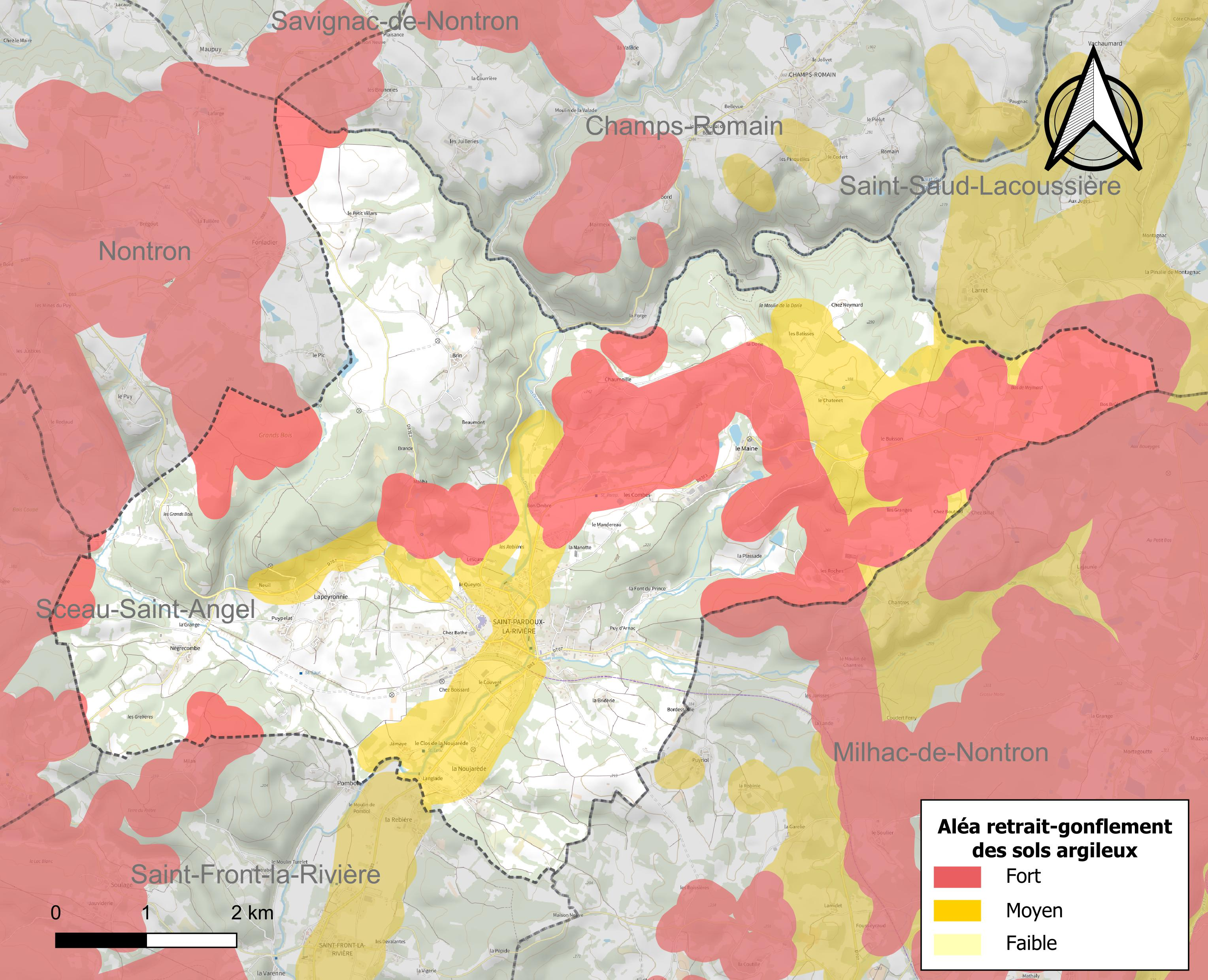
Risikokarte des Quellungs/Schrumpfungsverhältnisses von Tonmineralen in Böden für Saint-Pardoux-la-Rivière

Naturrisiken manifestieren sich in Saint-Pardoux-la-Rivière als
- Überschwemmungen und den mit ihnen assoziierten Schlammströmen und Hangrutschungen entlang der Flussläufe
- Dürren
- Stürme
- Bodensetzungen.

Im Jahr 1999 kam es aufgrund erhöhter Niederschläge zu Überschwemmungen, größeren Bodenbewegungen und Rutschungen.
Dürrejahre waren 1989, 1992 und 2003. In diesen Jahren herrschte erhöhte Waldbrandgefahr.
Ein herausragendes Wintersturmereignis war das Sturmtief Martin im Dezember 1999, das enorme Schäden an den Wäldern und auch an der Infrastruktur hinterließ. Die Zerstörungen in den Wäldern sind selbst im Jahr 2025 noch zu erkennen.
Wie die Risikokarte zeigt, ist Saint-Pardoux-la-Rivière zu 40,7 % seines Gemeindegebietes mittelmäßig bis relativ stark von der Gefahr durch Bodensetzungen betroffen.
Die Erdbebengefahr ist als relativ niedrig einzustufen, am Westrand des Massif Central sind recht seltene Beben der Stärke 3 auf der Richterskala bekannt.
Seit 2018 wird Saint-Pardoux-la-Rivière als definitiv Radon-gefährdet eingestuft (Zone 3).

## Ökologie

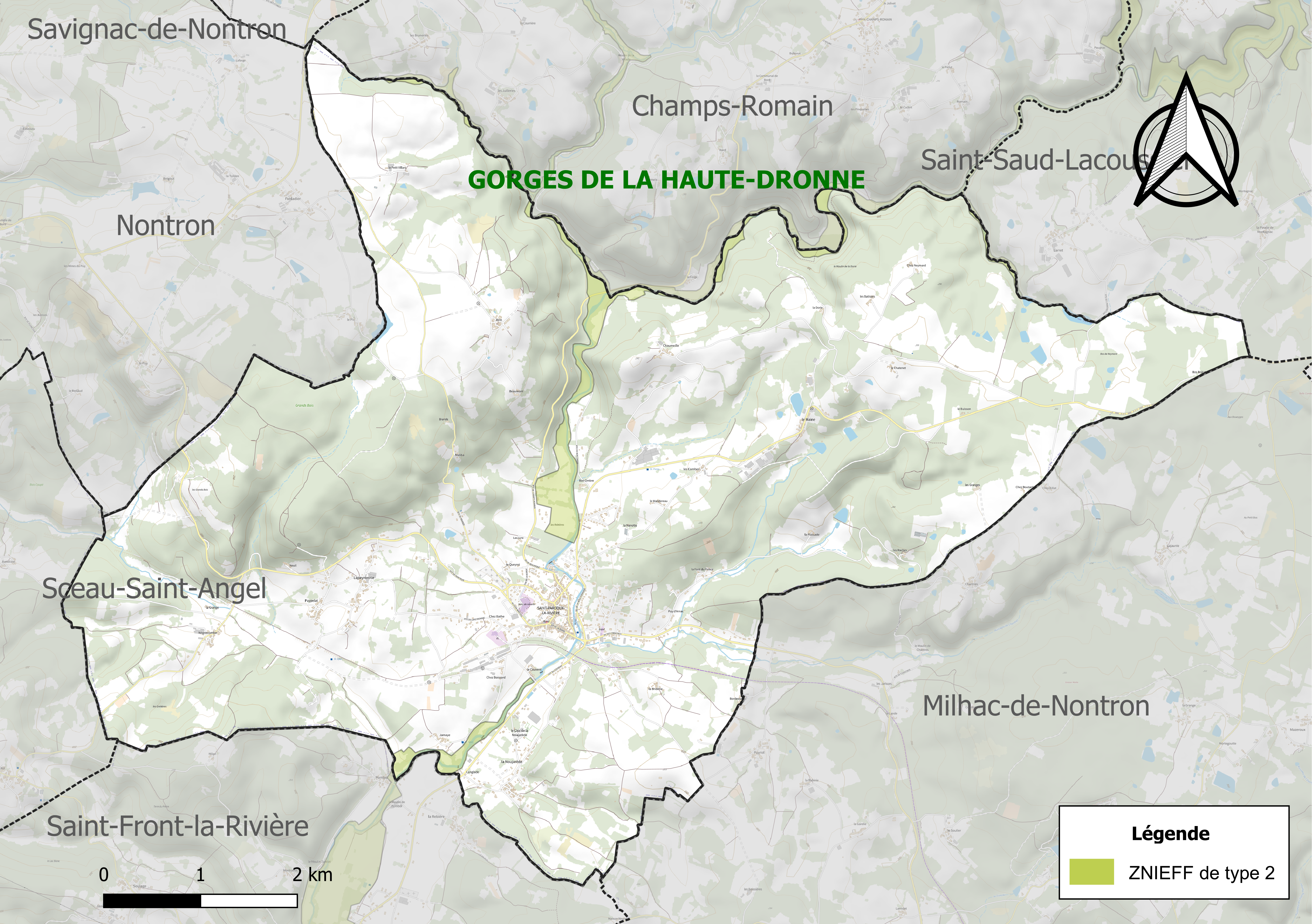
Die Schutzzonen entlang der Dronne

### Naturpark
Die Gemeinde Saint-Pardoux-la-Rivière bildet einen integralen Bestandteil des Regionalen Naturparks Périgord-Limousin.

### Schutzgebiet
Die Talungen der Dronne und der Unterlauf des Ruisseau de Lachenaud sind als ökologische Schutzzonen des Typus 2 (Französisch ZNIEFF – zone naturelle d’interêt écologique, faunistique et floristique) ausgewiesen. Die Schutzzone folgt den beiden Flussläufen und endet bei Les Rebières kurz vor Erreichen des Ortszentrums. Sie setzt dann wieder erneut bei Le Clos ein. Ihre maximale Breite beträgt nicht mehr als 300 Meter.

## Geschichte

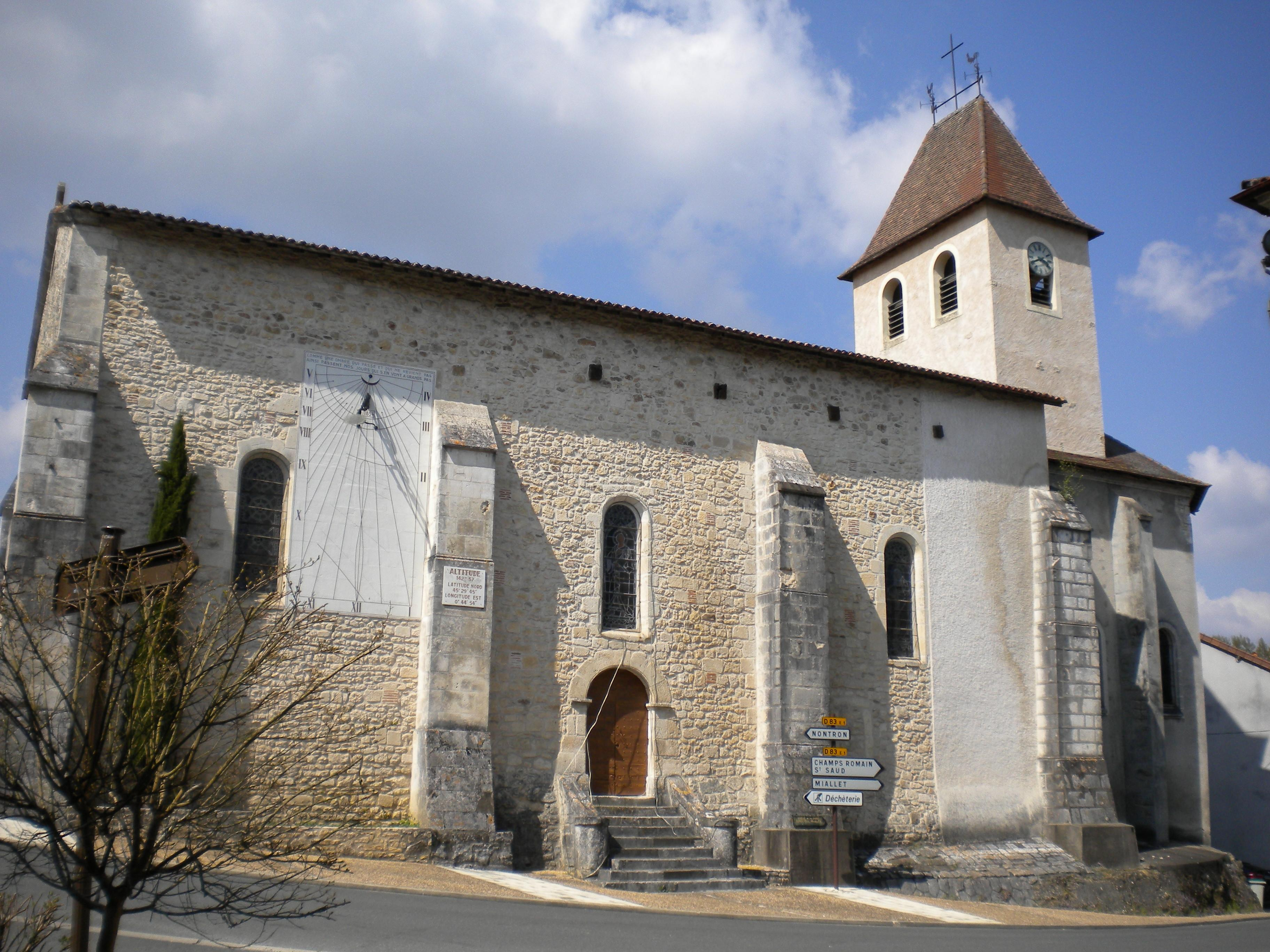
Die Südfassade der Kirche von Saint-Pardoux-la-Rivière mit Sonnenuhr

In Saint-Pardoux-la-Rivière stand ab dem 13. Jahrhundert bis zur Französischen Revolution ein Kloster. Von ihm sind nur noch spärliche Überreste erhalten geblieben, da der überwiegende Teil der Bausubstanz für den Bau des Ortskerns geplündert wurde. Die Kirche Saint-Pardoux stammt aus dem 17. und 18. Jahrhundert, sie wurde im 19. Jahrhundert gründlich renoviert, unter anderem wurde der Kirchturm vollständig neu erbaut. Das Château de Vaugoubert an der Dronne ist demselben Zeitraum zuzuordnen. Von einem noch älteren Schloss ist nur noch ein Rundturm zu sehen.
Während des Vichy-Regimes wurden in Saint-Pardoux-la-Rivière im August 1942 172 jüdische Staatsbürger von einem Kommando unter dem Befehl von René Bousquet zusammengetrieben und nach Nexon abtransportiert, von wo aus sie dann an das Sammellager Drancy und weiter zum KZ Auschwitz überstellt wurden.

## Bevölkerungsentwicklung
| Jahr | Einwohner |  |
| 1962 | 1453      |  |
| 1968 | 1360      |  |
| 1975 | 1347      |  |
| 1982 | 1309      |  |
| 1990 | 1174      |  |
| 1999 | 1091      |  |
| 2006 | 1155      |  |
| 2007 | 1149      |  |
| 2011 | 1199      |  |
| 2016 | 1182      |  |
| 2017 | 1179      |  |
| 2018 | 1171      |  |
| 2019 | 1168      |  |
| 2021 | 1169      |  |
| 2022 | 1170      |  |

Quelle: INSEE
Die Bevölkerung von Saint-Pardoux-la-Rivière hatte bis 1999 ständig abgenommen, scheint sich seitdem aber wieder etwas zu erholen.
Die Gemeinde hatte ihren Bevölkerungshöchststand im Jahr 1886 mit 2187 Einwohnern.
Bei einer Fläche von 23,84 Quadratkilometer besitzt die Gemeinde eine Bevölkerungsdichte von 49 Einwohner/km² (genauer 49,1).

## Bürgermeister
Bürgermeister von Saint-Pardoux-la-Rivière war seit März 2001 der parteilose Rentner Maurice Combeau. Er wurde im Mai 2020 von der parteilosen Sylvie Gouraud abgelöst.

## Präsidentschaftswahlen 2022
| Kandidaten                       | Kandidaten            | Parteien                      | Parteien            | 1. Wahlgang | 1. Wahlgang | 2. Wahlgang | 2. Wahlgang |
| Kandidaten                       | Kandidaten            | Parteien                      | Parteien            | Stimmen     | %           | Stimmen     | %           |
| -------------------------------- | --------------------- | ----------------------------- | ------------------- | ----------- | ----------- | ----------- | ----------- |
|                                  | Marine Le Pen         | Front national                | FN                  | 212         | 29,82 %     | 318         | 50,24 %     |
|                                  | Emmanuel Macron       | En marche !                   | EM                  | 170         | 23,91 %     | 315         | 49,76 %     |
|                                  | Jean-Luc Mélenchon    | Front de gauche               | FDG                 | 145         | 20,39 %     |             |             |
|                                  | Éric Zemmour          | Reconquête                    |                     | 32          | 4,50 %      |             |             |
|                                  | Valérie Pécresse      | Les Républicains              | LR                  | 37          | 5,20 %      |             |             |
|                                  | Jean Lassalle         | Résistons !                   | R                   | 24          | 3,38 %      |             |             |
|                                  | Anne Hidalgo          | Parti socialiste              | PS                  | 17          | 2,39 %      |             |             |
|                                  | Fabien Roussel        | Parti communiste français     | PC                  | 22          | 3,09 %      |             |             |
|                                  | Nicolas Dupont-Aignan | Debout la République          | DLR                 | 16          | 2,25 %      |             |             |
|                                  | Yannick Jadot         | Europe Écologie-Les Verts     | EELV                | 22          | 3,09 %      |             |             |
|                                  | Nathalie Arthaud      | Lutte Ouvrière                | LO                  | 5           | 0,71 %      |             |             |
|                                  | Philippe Poutou       | Nouveau Parti anticapitaliste | NPA                 | 9           | 1,27 %      |             |             |
|                                  |                       |                               |                     |             |             |             |             |
| Gesamt                           | Gesamt                | Gesamt                        | Gesamt              | 711         | 100 %       | 633         | 100 %       |
|                                  |                       |                               |                     |             |             |             |             |
| Gültige Stimmen                  | Gültige Stimmen       | Gültige Stimmen               | Gültige Stimmen     | 711         | 95,95 %     | 633         | 88,41 %     |
| Ungültige Stimmen                | Ungültige Stimmen     | Ungültige Stimmen             | Ungültige Stimmen   | 30          | 4,05 %      | 83          | 11,59 %     |
| Wahlbeteiligung                  | Wahlbeteiligung       | Wahlbeteiligung               | Wahlbeteiligung     | 741         | 77,59 %     | 716         | 74,97 %     |
| Enthaltungen                     | Enthaltungen          | Enthaltungen                  | Enthaltungen        | 214         | 22,41 %     | 239         | 25,03 %     |
| Registrierte Wähler              | Registrierte Wähler   | Registrierte Wähler           | Registrierte Wähler | 955         |             | 955         |             |
|                                  |                       |                               |                     |             |             |             |             |
| Quelle: Ministère de l'Intérieur |                       |                               |                     |             |             |             |             |

Die Präsidentschaftswahlen 2022 in Saint-Pardoux-la-Rivière konnte Marine Le Pen knapp für sich entscheiden.

## Wirtschaft

### Beschäftigung
Im Jahr 2015 betrug die erwerbsfähige Bevölkerung zwischen 15 und 64 Jahren 429 Personen bzw. 36,7 % der Gesamtbevölkerung. Seit 2010 ist die Zahl der Arbeitslosen von 41 auf 68 angestiegen und die Arbeitslosenquote liegt somit jetzt bei 15,8 %.

### Unternehmen
Am 31. Dezember 2015 waren 122 Unternehmen in Saint-Pardoux-la-Rivière ansässig, davon 66 im Sektor Handel, Transport oder Dienstleistungen, 21 im Sektor Verwaltung, Bildung, Gesundheit oder Soziales, 16 im Baugewerbe, 15 in der Industrie und 4 in Landwirtschaft, Forsten und Fischerei.

## Sehenswürdigkeiten
- Die Kirche Saint-Pardoux mit schöner Sonnenuhr.
- Das Postkartenmuseum. Es beherbergt eine Sammlung alter Postkarten des Périgords aus den Jahren 1898–1920.

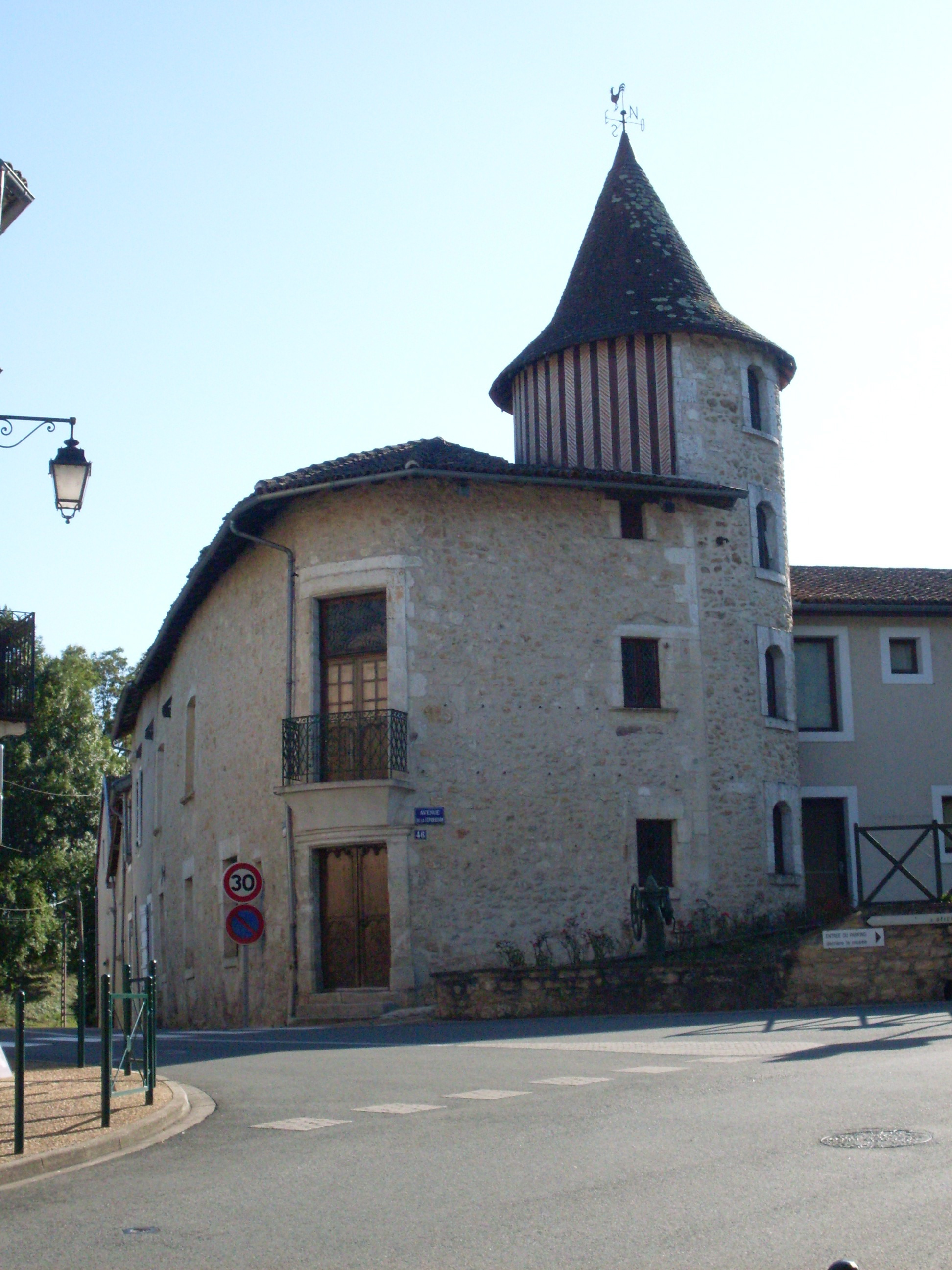
Das Postkartenmuseum
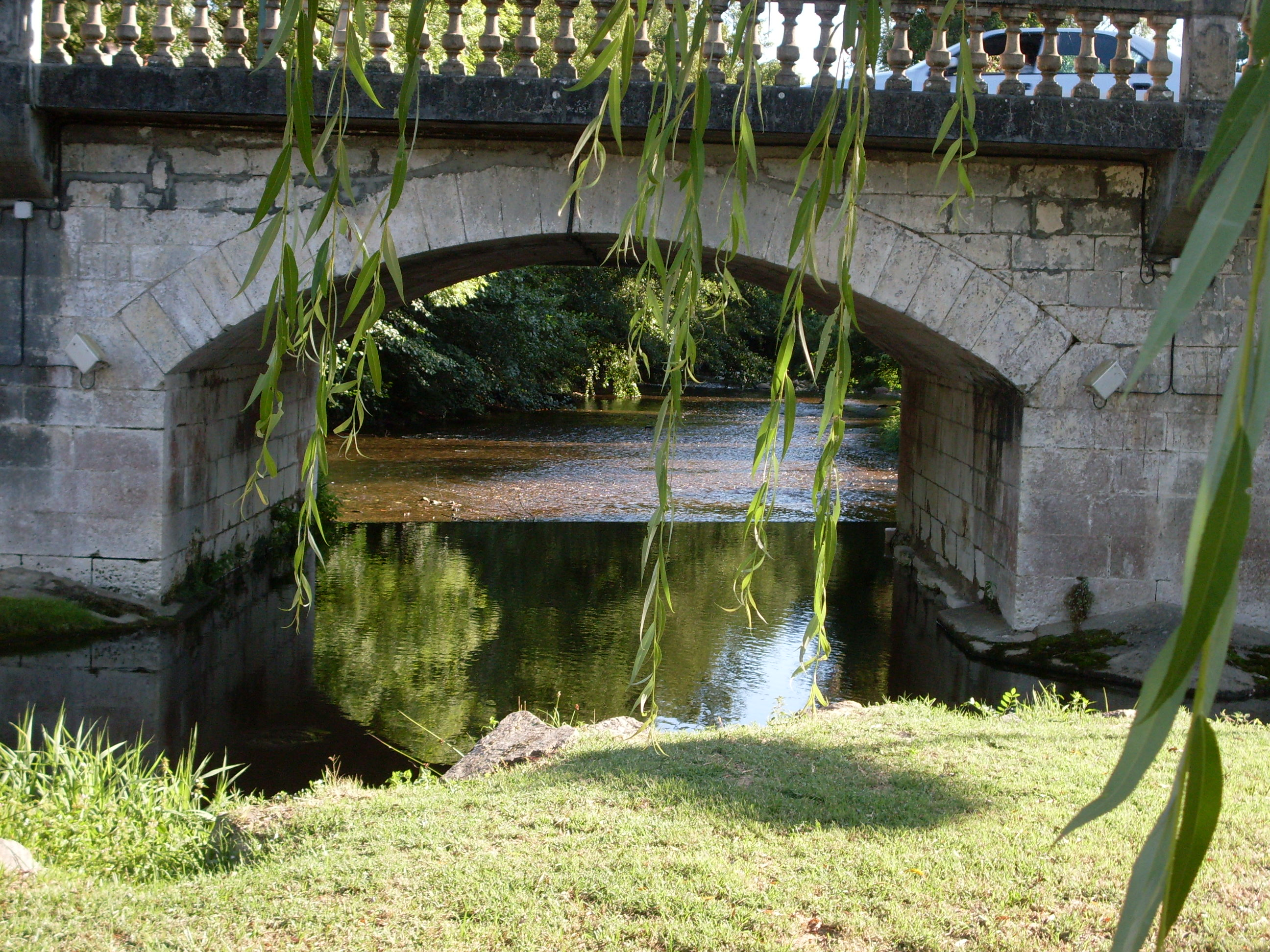
Brücke über die Dronne
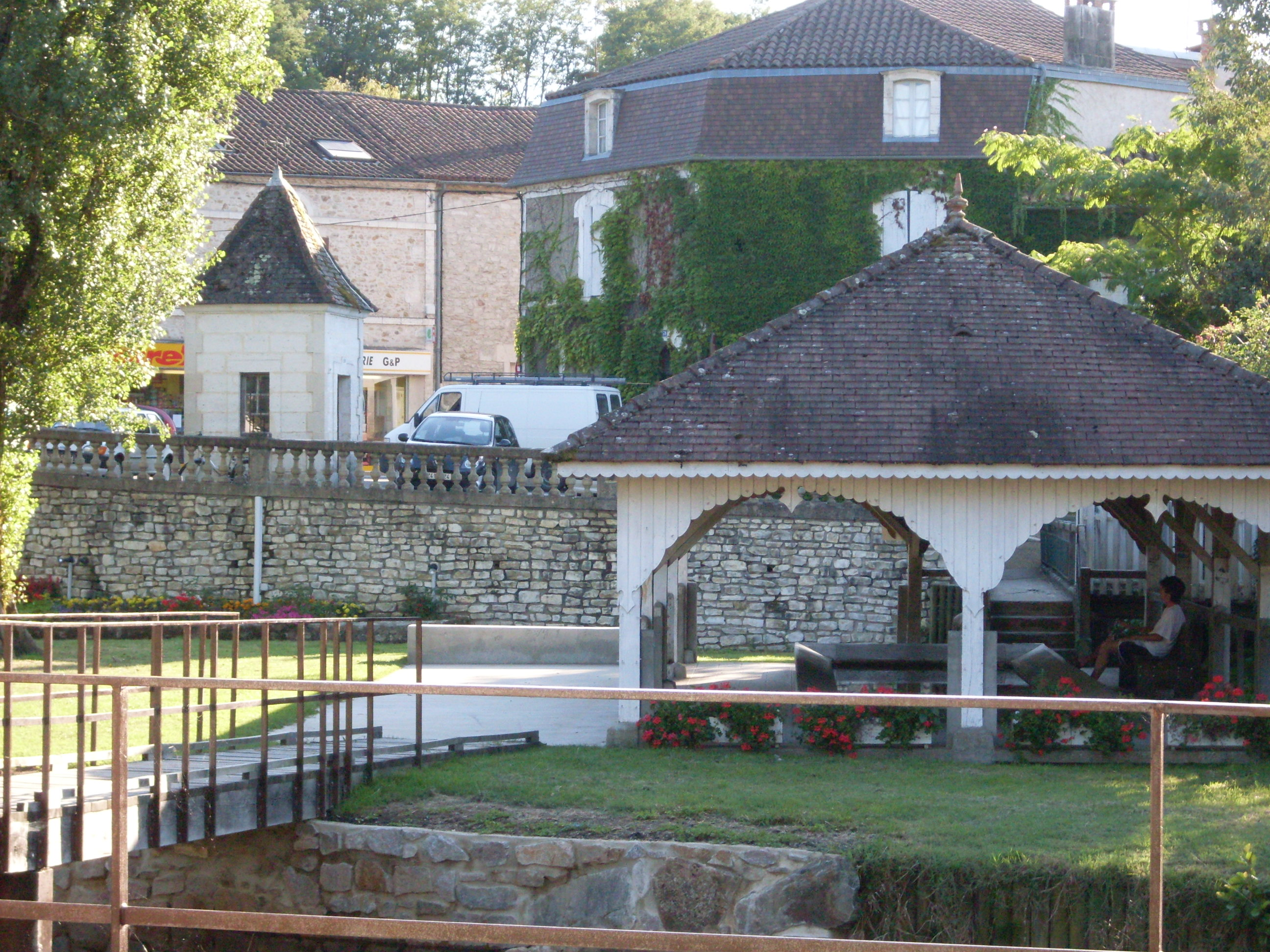
Waschhaus an der Dronne
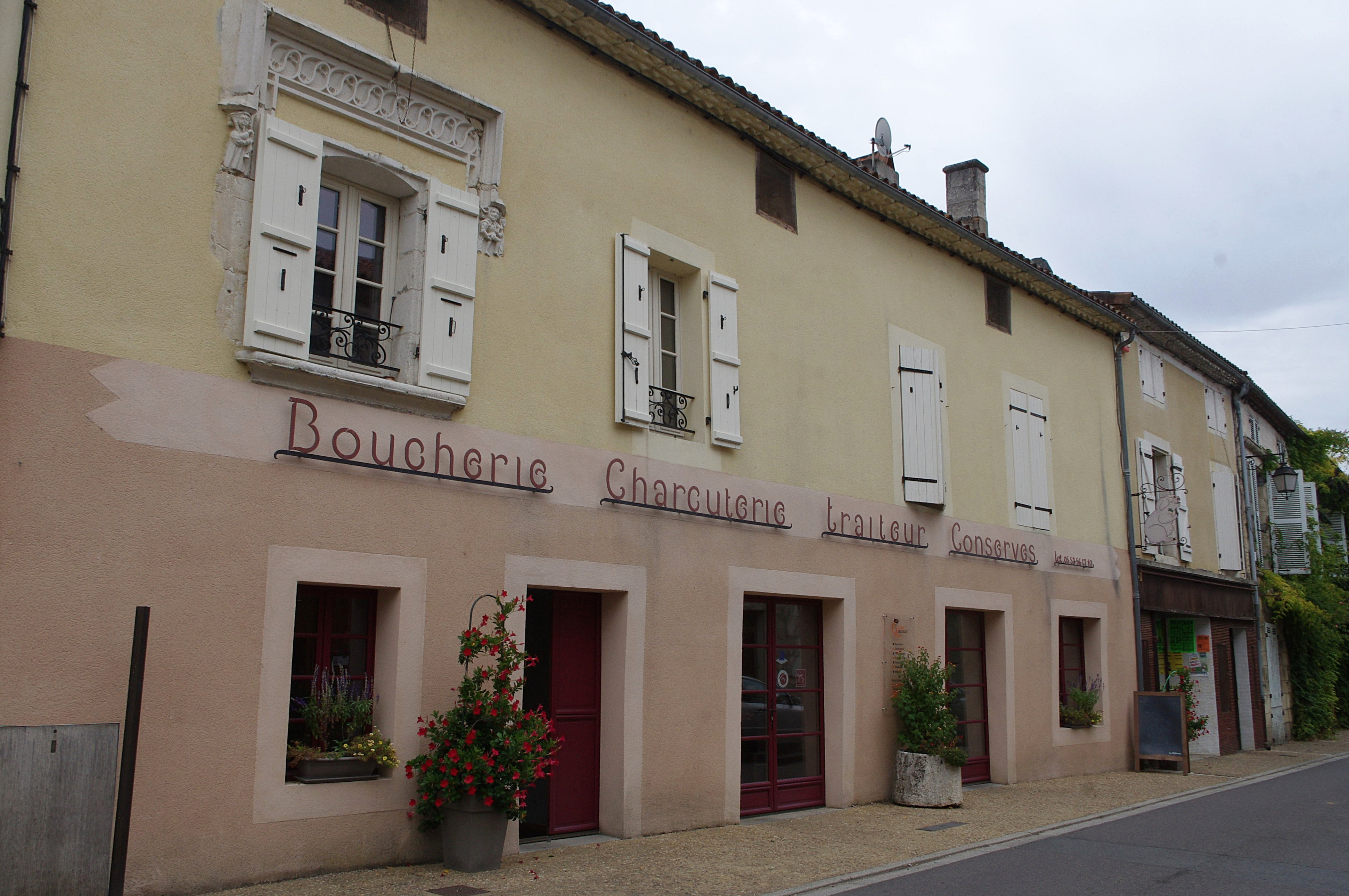
Rue de la Barre
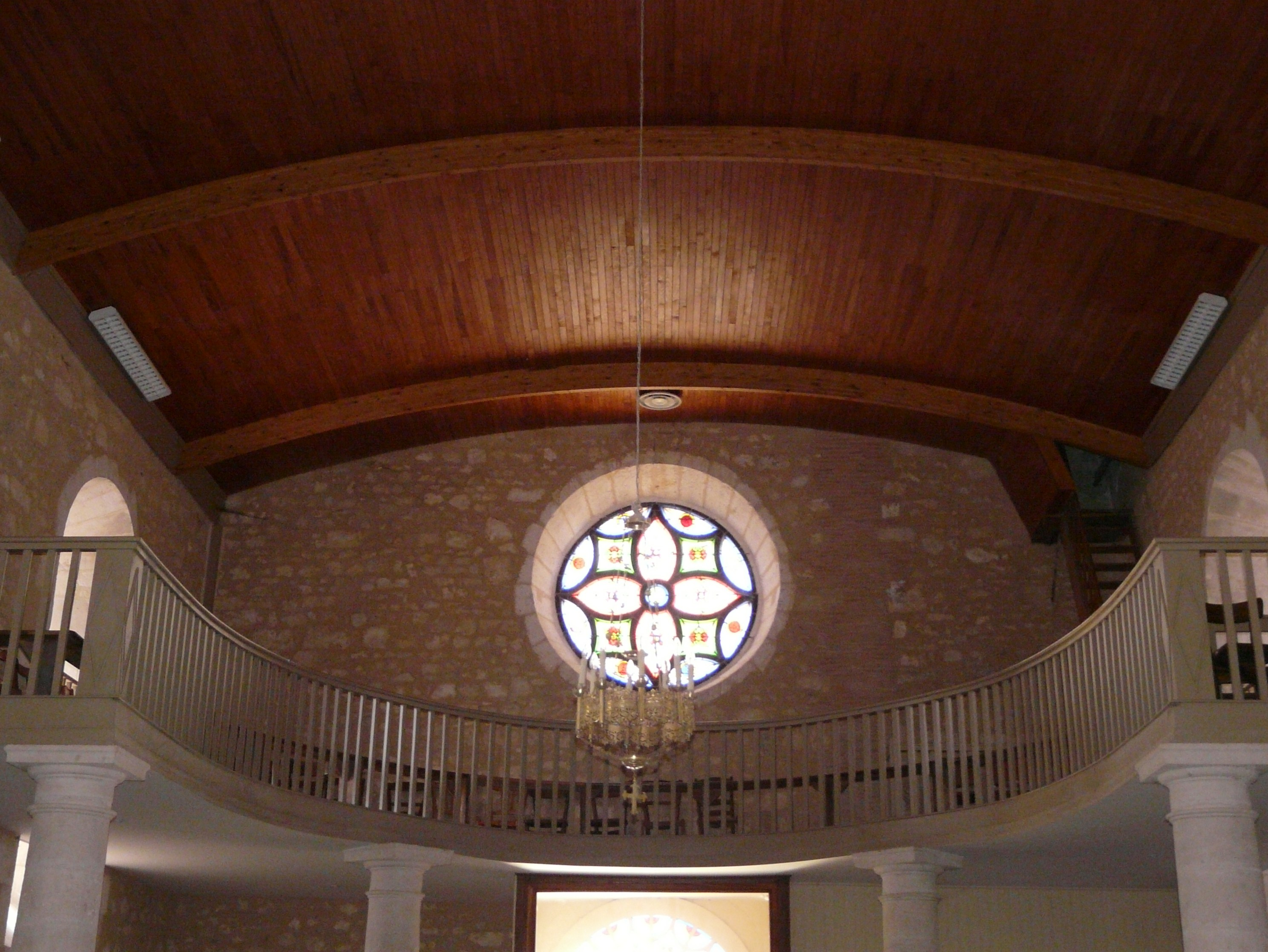
Tribüne und Fensterrose von Saint-Pardoux
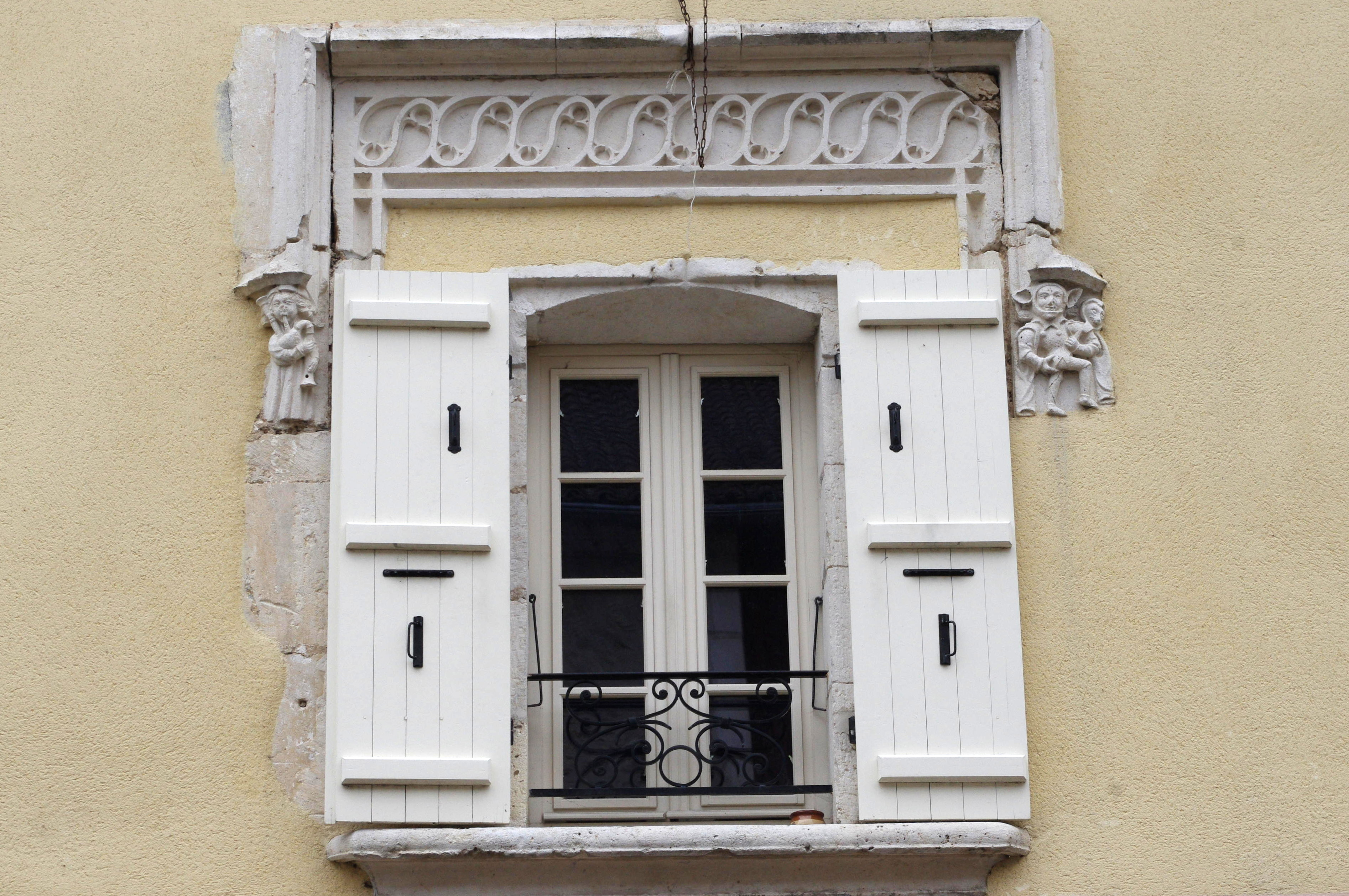
Fenster aus dem 16. Jahrhundert in der Rue de la Barre
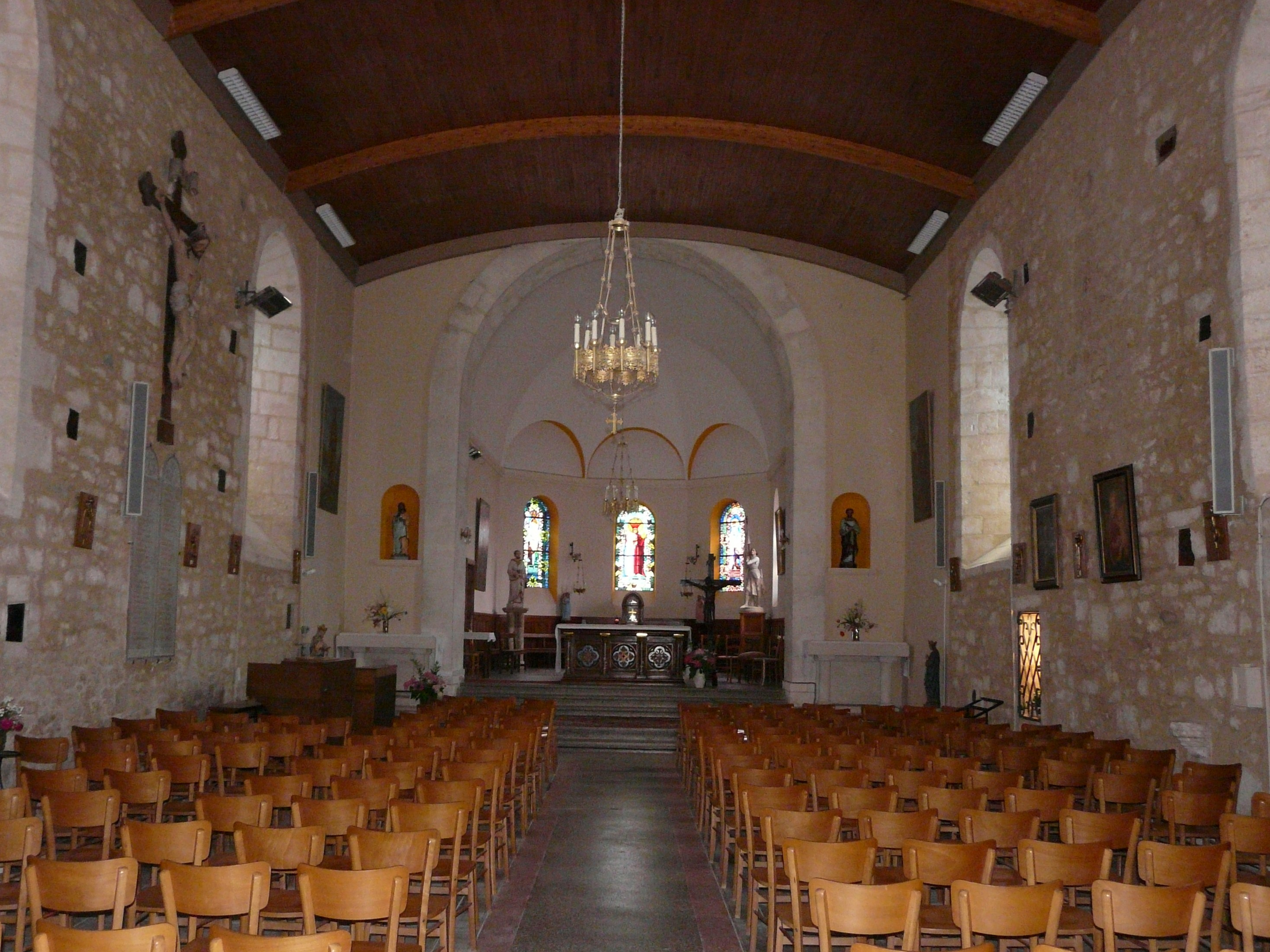
Inneres der Kirche Saint-Pardoux
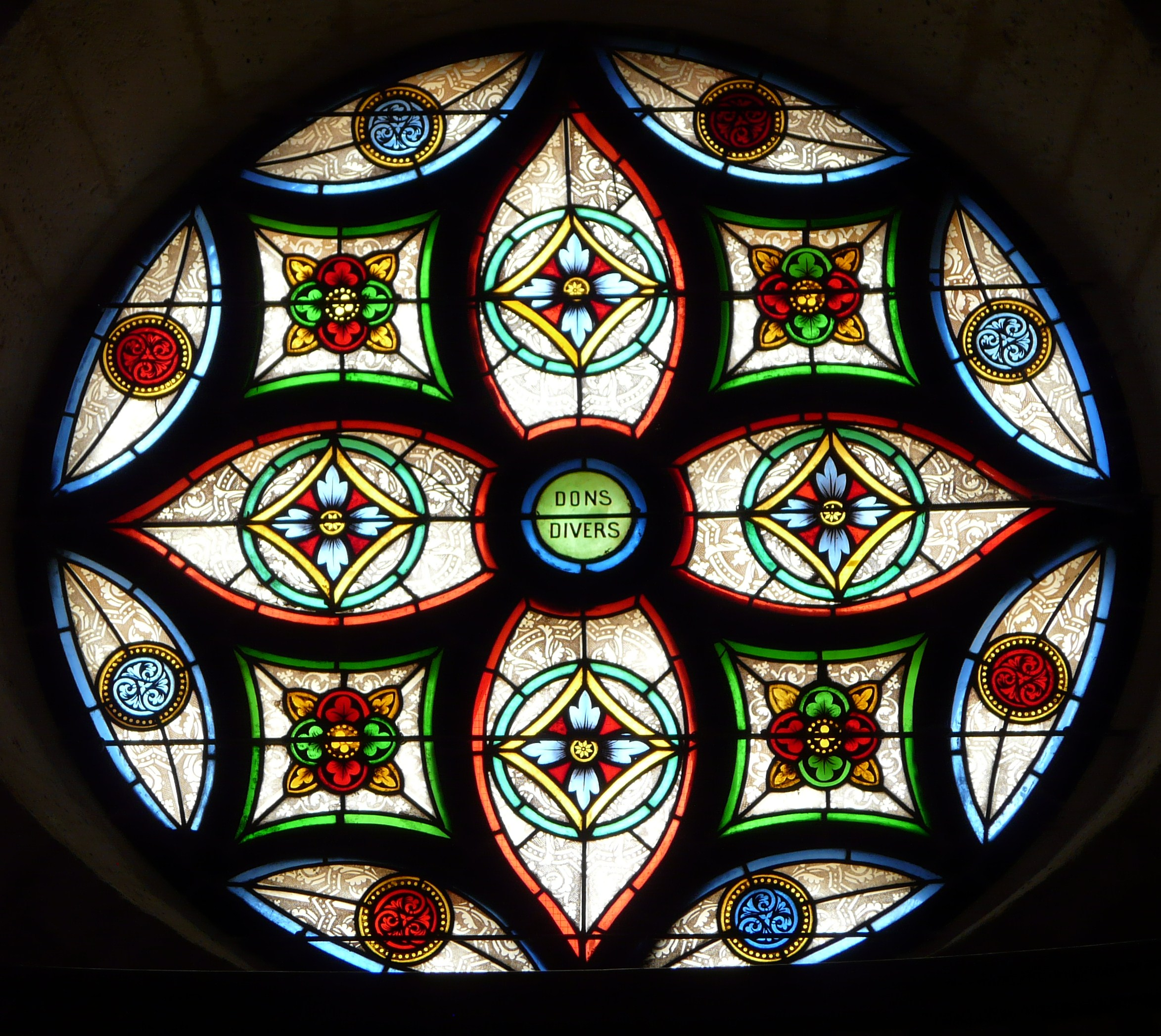
Fensterrose über dem Eingangsportal von Saint-Pardoux